# 新北市區公車940路線
新北市區940路線，原為916（副線），於2013年3月4日編號改為940，由台北客運營運，起點為三峽區，終點為捷運府中站。
922公車、917公車以及940公車調整行駛樹林交流道北上並且在104年11月22日起啟用。
917、922、940配合樹林交流道南出匝道完工調整動線並且106年1月6日起啟用。

## 簡介
- 2014年5月6日起調整行車動線，不再行經土城地區，改由捷運府中站做為終點，並且維持相同收費方式[4]
- 2015年11月22日起調整行車動線，為因應樹林交流道北上匝道啟用，去程取消「三峽國小」、「新興街口」、「三峽老街」、「恩主公醫院」等4個單邊去程站位，去程則增加「三峽」、「國家教育研究院」、「龍埔」、「姑娘廟」、「三樹路」、「農業改良場」、「南園」、「公厝子」等8個單邊去程站位，而其餘站位皆為單邊雙向站位，而發車時間不變[5][2]。
- 2025年9月1日起「景觀萬坪公園(公厝仔)」站(往北)臨時遷移[6]

## 歷史車輛照片集

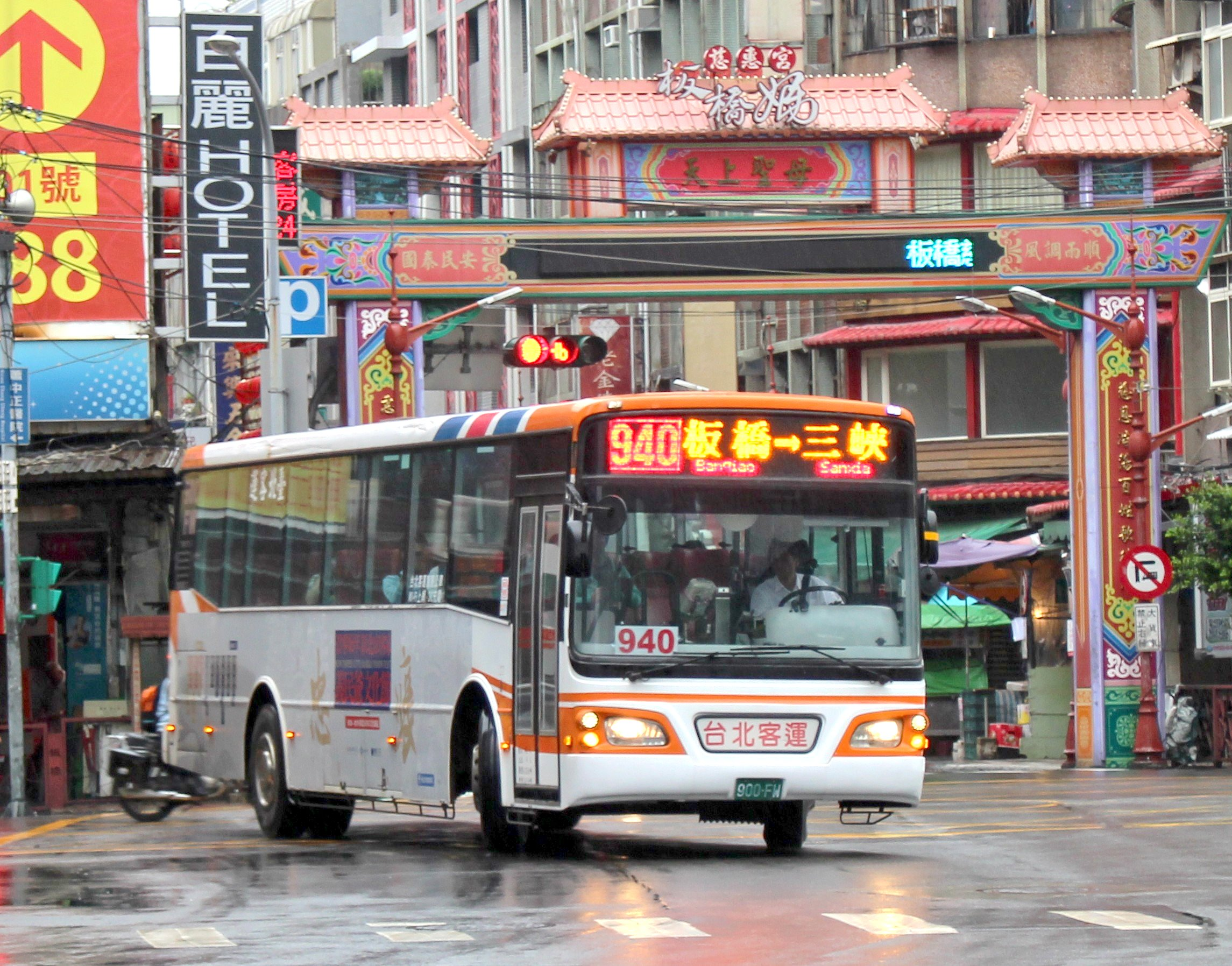